# Šalčininkai
Šalčininkai (Pools: Soleczniki) is een stad in het zuiden van Litouwen en ligt ten zuidoosten van Vilnius, dicht bij de grens met Wit-Rusland. Šalčininkai kreeg stadsrechten in 1956 en is heden ten dage de hoofdstad van het gelijknamige gemeente. De bevolking bestaat uit meerdere etniciteiten. Zo woont in de regio een grote gemeenschap Polen.